# Leo Harrington
Pour les articles homonymes, voir Harrington.
Leo Anthony Harrington, né le 17 mai 1946, est un professeur de mathématiques américain qui travaille à l'université de Californie à Berkeley, et dont les travaux portent sur la théorie de la calculabilité, la théorie des modèles et la théorie des ensembles. Il est notamment connu pour avoir prouvé, avec Jeff Paris, le théorème de Paris–Harrington (en) en 1977,.
Il obtient son doctorat du Massachusetts Institute of Technology en 1973.